# Jakob Rappaport

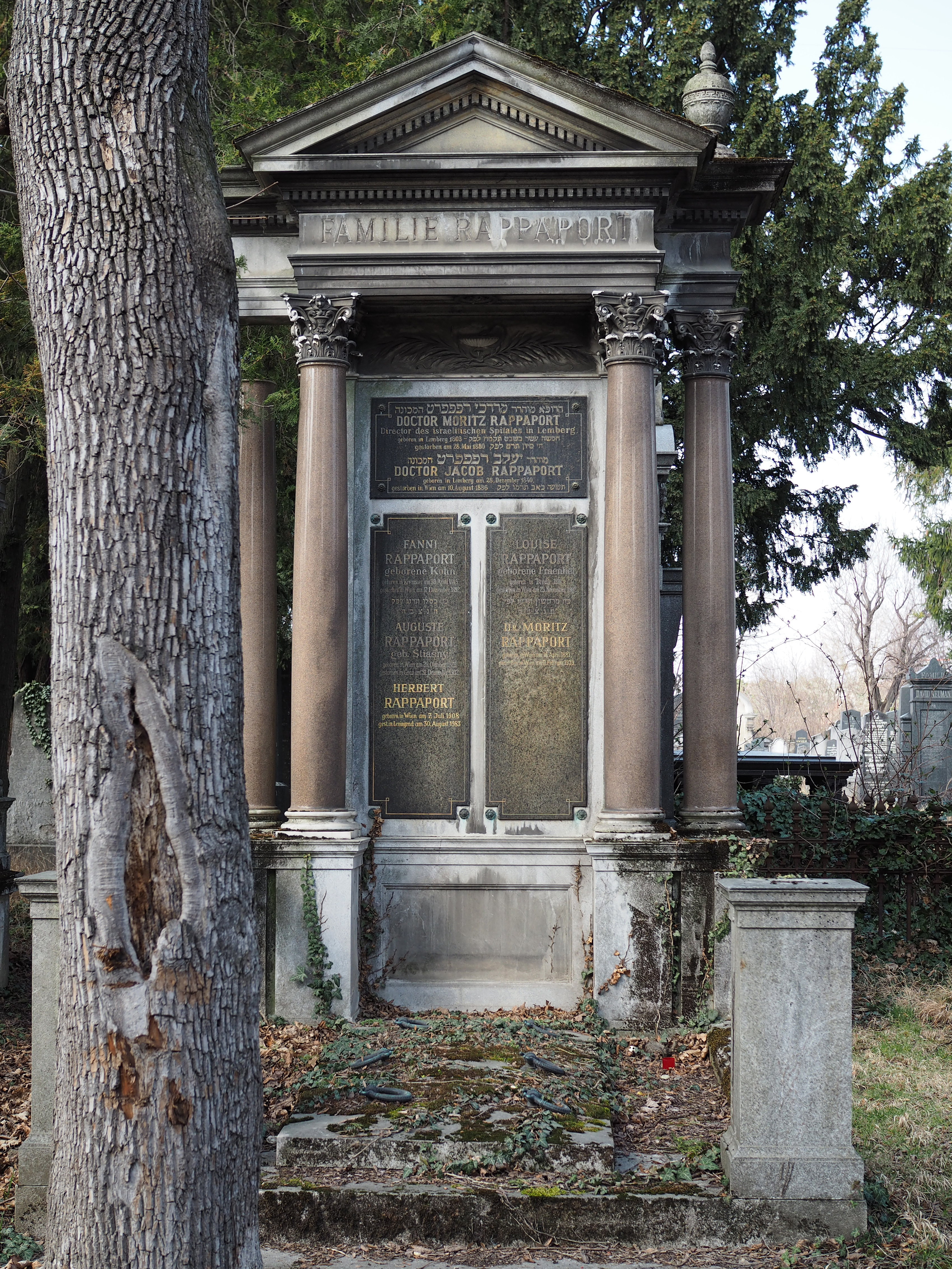
Familiengruft, Wr. Zentralfriedhof

Jakob Rappaport (* 28. Dezember 1840 in Lemberg; † 10. August 1886 in Klein-Mariazell) war ein österreichischer Finanzier, Spekulant und Mäzen.

## Herkunft
Jakob Rappaport entstammt der Großfamilie um den kohanischen Prager Großrabbiner Solomon Judah Löb Rapoport (1790–1867), die sich bis auf R. Meshulam Jekuthiel HaKohen Rappa ruckverfolgen lässt, der 1450 in Italien verstarb.
Sein Großvater Salomon Simche Rappaport gehörte zum Maskilim und Reformjudentum, seine Großmutter Eva Schohem hingegen zum orthodoxen Judentum, was nicht selten zu Auseinandersetzungen führte. Sein Vater Moritz Rappaport besuchte bis 1822 die Schule in Lemberg und danach das Schottengymnasium in Wien, wohin seine Familie gezogen war, und studierte bis 1833 an der Universität Wien und der Universität Pest Medizin. Als Arzt praktizierte er in Lemberg und wurde bald zum Primararzt und Direktor des israelitischen Spitals, gleichzeitig war er aktives Mitglied in der jüdischen Gemeinde und auch Mitglied des Stadtrates in Lemberg.

## Leben
Jakob Rappaport, einziger Sohn von Moritz und Luise Rappaport, wuchs gemeinsam mit seiner älteren Schwester Rosalie (1837–1898), die später Max Landesberger (siehe Julius Landesberger von Antburg) ehelichte, in Lemberg auf. Im Jahr 1872 zog die gesamte Familie von Lemberg wieder nach Wien. Verheiratet war er mit Franziska Rappaport (1845–1892), das Paar hatte sieben Kinder. Nach dem Tod von Friedrich Schey von Koromla im Juli 1881 sah sich die Familie gezwungen, das Palais Schey von Koromla in der Wiener Ringstraße zu veräußern. Jakob Rappaport erwarb das Palais im Oktober 1881 um 750.000 Gulden und bezahlte bar.
1878 erwarb Jakob Rappaport die St. Egydyer Eisen- und Stahlindustriegesellschaft und im Jahre 1882 die Leobersdorfer Maschinenfabrik, ein Unternehmen mit 200 Mitarbeitern, das damals Dampfmaschinen herstellte.
Er verstarb an einem Schlaganfall. Sein Grabmal befindet sich in der alten israelitischen Abteilung des Wiener Zentralfriedhofes (Tor 1, Gruppe 6, Reihe 1, Nr. 9).

## Bedeutung
Zu seiner Zeit war er einer der größten Finanzspekulateure in Wien, wenn nicht der größte.